# Flughafen Santa Clara

i7
i11
i13
Der Flughafen Santa Clara (spanisch Aeropuerto Internacional Abel Santamaría, IATA-Code: SNU, ICAO-Code: MUSC)  ist ein internationaler Flughafen der kubanischen Stadt Santa Clara. Er befindet sich rund elf Kilometer außerhalb der Stadt und wurde nach dem kubanischen Revolutionär Abel Santamaría benannt.
Der Flughafen bedient neben der Stadt Santa Clara unter anderen die im Norden der Provinz Villa Clara liegenden Touristen-Resorts Cayo Santa María, Cayo Ensenachos und Cayo Las Brujas. Eröffnet wurde der Flughafen 1998. 2006 wurde er renoviert und erweitert und kann seitdem dreimal soviel Passagiere abfertigen wie zuvor.
Der Flughafen besitzt ein Terminal, in dem sowohl nationale wie internationale Flüge abgewickelt werden. Stand Februar 2025 werden von hier Flüge in 15 Städte in sieben Ländern angeboten, die meisten davon nach Kanada und in die USA. Wie alle anderen internationalen Flughäfen in Kuba leidet allerdings auch der Flughafen Santa Clara an der aktuellen Krise des Tourismus und dem zunehmenden Rückzugs der Fluggesellschaften aus dem Land. So kündigte beispielsweise die spanische Airline Iberojet Ende Februar 2025 an, die geplante Verbindung zwischen Barcelona und Santa Clara doch nicht aufnehmen zu wollen.